# King River (vattendrag i Australien, Western Australia, lat -34,95, long 117,92)
King River är ett vattendrag i Australien. Det ligger i delstaten Western Australia, omkring 380 kilometer sydost om delstatshuvudstaden Perth.
Trakten runt King River består till största delen av jordbruksmark. Runt King River är det mycket glesbefolkat, med 3 invånare per kvadratkilometer. Genomsnittlig årsnederbörd är 808 millimeter. Den regnigaste månaden är september, med i genomsnitt 134 mm nederbörd, och den torraste är februari, med 12 mm nederbörd.